# Copa Perú 1993
La Copa Perú 1993 fue la edición número 21 en la historia de la competición. El torneo otorgó un cupo al torneo de Primera División y finalizó el 16 de enero del año siguiente tras terminar el hexagonal final que tuvo como campeón a Aurich-Cañaña. Con el título obtenido este club lograría el ascenso al Campeonato Descentralizado 1994 mientras que el subcampeón FBC Aurora debió jugar la promoción ante Defensor Lima que quedó  14º en el Campeonato Descentralizado 1993.

## Etapa Regional
Para esta edición la Federación Peruana de Fútbol reorganizó la Copa Perú y volvió a implantar el hexagonal final (conocido como "Finalísima") cuyo campeón ascendería a la Primera División. Además se modificaron los agrupamientos de los Torneos Regionales al aumentarse a 12. En esta etapa participaron los campeones y subcampeones departamentales de 1992, además de los 8 campeones regionales de la Copa Perú 1992 cuyo camino en el ascenso quedó trunco por la reorganización de los torneos (a excepción de Juventud La Palma que ascendió a la Segunda División 1993). También se sumaron a esta etapa los equipos que no lograron el ascenso a Primera División en los Zonales I, III y IV del Torneo Zonal 1992, además de Sport Puerto Aéreo, descendido del Zonal II (Segunda División 1992) y Colegio Nacional de Iquitos, descendido del Campeonato Descentralizado 1992. 

### Región I
| Departamento | Club                  | Ciudad             | Condición                        |
| ------------ | --------------------- | ------------------ | -------------------------------- |
| Piura        | Defensor Buenos Aires | Sullana            | Campeón regional 1992            |
| Piura        | José Olaya            | Paita              | Subcampeón departamental 1992    |
| Piura        | San Miguel            | La Arena           | Campeón departamental 1992       |
| Piura        | José Olaya            | Talara             | Descendido del Torneo Zonal 1992 |
| Piura        | Atlético Grau         | Piura              | Descendido del Torneo Zonal 1992 |
| Piura        | Atlético Torino       | Talara             | Descendido del Torneo Zonal 1992 |
| Tumbes       | Sport Buenos Aires    | Tumbes             | Campeón departamental 1992       |
| Tumbes       | Leoncio Prado         | Pampas de Hospital | Subampeón departamental 1992     |
| Tumbes       | Deportivo Pacífico    | Zarumilla          | Descendido del Torneo Zonal 1992 |

Clasificado: José Olaya (Paita).

### Región II
| Departamento | Club                  | Ciudad     | Condición                        |
| ------------ | --------------------- | ---------- | -------------------------------- |
| Cajamarca    | Deportivo Bellavista  | Bellavista | Campeón Departamental 1992       |
| Cajamarca    | Deportivo Cutervo     | Cutervo    | Subcampeón Departamental 1992    |
| Cajamarca    | Comerciantes Scorpion | Cajamarca  | Tercero Departamental 1992       |
| Lambayeque   | Universitario         | Lambayeque | Subcampeón Regional 1992         |
| Lambayeque   | San Lorenzo           | Chiclayo   | Campeón Departamental 1992       |
| Lambayeque   | Deportivo Huracán     | Mochumí    | Subcampeón Departamental 1992    |
| Lambayeque   | Aurich-Cañaña         | Chiclayo   | Descendido del Torneo Zonal 1992 |

Clasificado: Aurich-Cañaña.

### Región III
| Departamento | Club               | Ciudad     | Condición                        |
| ------------ | ------------------ | ---------- | -------------------------------- |
| Áncash       | Sport Áncash       | Huaraz     | Campeón Departamental 1992       |
| Áncash       | Unión Juventud     | Chimbote   | Subcampeón Departamental 1992    |
| La Libertad  | Deportivo Halcones | Trujillo   | Campeón Regional 1992            |
| La Libertad  | Defensor Taller    | Laredo     | Campeón Departamental 1992       |
| La Libertad  | Banco de la Nación | Huamachuco | Subcampeón Departamental 1992    |
| La Libertad  | Morba              | Trujillo   | Descendido del Torneo Zonal 1992 |

Clasificado: Unión Juventud.

### Región IV
| Departamento | Club                   | Ciudad               | Condición                           |
| ------------ | ---------------------- | -------------------- | ----------------------------------- |
| Ica          | Cosmos San Isidro      | Ica                  | Campeón Departamental 1992          |
| Ica          | Saragoza               | Túpac Amaru          | Subcampeón Departamental 1992       |
| Ica          | Sport Puerto Aéreo     | La Tinguiña          | Descendido de Segunda División 1992 |
| Lima         | San José de Manzanares | Huacho               | Campeón Departamental 1992          |
| Lima         | Tres Unidos            | Santa Rosa de Quives | Subcampeón Departamental 1992       |

Clasificado: Cosmos San Isidro.

### Región V
| Departamento | Club                  | Ciudad      | Condición                        |
| ------------ | --------------------- | ----------- | -------------------------------- |
| Amazonas     | Deportivo Sachapuyos  | Chachapoyas |                                  |
| Amazonas     | Deportivo Hospital    | Chachapoyas |                                  |
| San Martín   | Deportivo Huastilla   | Moyobamba   |                                  |
| San Martín   | Deportivo Hildebrandt | Huicungo    |                                  |
| San Martín   | San Antonio           | Uchiza      | Campeón Departamental 1992       |
| San Martín   | Deportivo El Tumi     | Tarapoto    | Descendido del Torneo Zonal 1992 |
| San Martín   | Unión Tarapoto        | Tarapoto    | Descendido del Torneo Zonal 1992 |

Clasificado: San Antonio.

### Región VI
| Departamento | Club                        | Ciudad        | Condición                           |
| ------------ | --------------------------- | ------------- | ----------------------------------- |
| Loreto       | Alianza San Lorenzo         | San Lorenzo   |                                     |
| Loreto       | Libertad                    | Iquitos       | Campeón Departamental 1992          |
| Loreto       | Deportivo Cahuide           | Requena       |                                     |
| Loreto       | Colegio Nacional de Iquitos | Iquitos       | Descendido del Descentralizado 1992 |
| Ucayali      | Colegio Comercio            | Pucallpa      |                                     |
| Ucayali      | Alianza Callao              | Puerto Callao |                                     |
| Ucayali      | Deportivo Bancos            | Pucallpa      | Descendido del Torneo Zonal 1992    |

Clasificado: Colegio Nacional de Iquitos.

### Región VII
| Departamento | Club                       | Ciudad                        | Condición                        |
| ------------ | -------------------------- | ----------------------------- | -------------------------------- |
| Huancavelica | 7 de agosto                | Huancavelica                  | Campeón Departamental 1992       |
| Huancavelica | Deportivo Metalúrgico      |                               |                                  |
| Junín        |                            |                               | Campeón Departamental 1992       |
| Junín        |                            | Subcampeón Departamental 1992 |                                  |
| Junín        | Asociación Deportiva Tarma | Tarma                         | Descendido del Torneo Zonal 1992 |
| Junín        | Huracán Pilcomayo          | Huancayo                      | Descendido del Torneo Zonal 1992 |
| Junín        | Unión Huayllaspanca        | Huancayo                      | Descendido del Torneo Zonal 1992 |
| Junín        | Mina San Vicente           | Vítoc                         | Descendido del Torneo Zonal 1992 |

Clasificado: Asociación Deportiva Tarma.

### Región VIII
| Departamento | Club                 | Ciudad      | Condición                        |
| ------------ | -------------------- | ----------- | -------------------------------- |
| Huánuco      | Mariano Santos       | Tingo María | Campeón Departamental 1992       |
| Huánuco      | Sport San Cristóbal  | Huánuco     |                                  |
| Huánuco      | Independiente        | Acomayo     |                                  |
| Huánuco      | Alianza Huánuco      | Huánuco     | Descendido del Torneo Zonal 1992 |
| Pasco        | Planta Concentradora | Milpo       |                                  |
| Pasco        | Carlos Valdivieso    | Atacocha    |                                  |
| Pasco        | Operaciones Tajo     | Colquijirca |                                  |

Clasificado: Mariano Santos.

### Región IX
| Departamento | Club                      | Ciudad      | Condición                        |
| ------------ | ------------------------- | ----------- | -------------------------------- |
| Ayacucho     | Deportivo Municipal       | Palmapampa  | Campeón Departamental 1992       |
| Ayacucho     | Miguel Grau               |             |                                  |
| Ayacucho     | Universidad San Cristóbal | Ayacucho    | Campeón Regional 1992            |
| Apurímac     | Alianza Talavera          | Talavera    |                                  |
| Apurímac     | ADEU                      | Andahuaylas |                                  |
| Apurímac     | Cultural Santa Rosa       | Andahuaylas |                                  |
| Apurímac     | Deportivo La Victoria     | Abancay     | Descendido del Torneo Zonal 1992 |

Clasificado: Cultural Santa Rosa.

### Región X
| Departamento  | Club                    | Ciudad           | Condición                        |
| ------------- | ----------------------- | ---------------- | -------------------------------- |
| Cuzco         | Deportivo Garcilaso     | Cusco            | Campeón Departamental 1992       |
| Cuzco         | Estudiantes Garcilaso   | Cusco            | Descendido del Torneo Zonal 1992 |
| Cuzco         | Juventud Progreso       | Cusco            |                                  |
| Cuzco         | Manco II                | Quillabamba      |                                  |
| Cuzco         | Universitario           |                  |                                  |
| Madre de Dios | Deportivo Maldonado     | Puerto Maldonado | Campeón Departamental 1992       |
| Madre de Dios | Colegio Nacional Iberia | Iberia           | Subcampeón Departamental 1992    |

Clasificado: Deportivo Garcilaso.

### Región XI
| Departamento | Club                     | Ciudad   | Condición                        |
| ------------ | ------------------------ | -------- | -------------------------------- |
| Arequipa     | Inclán Sport Club        | Mollendo |                                  |
| Arequipa     | Deportivo Camaná         | Camaná   |                                  |
| Arequipa     | FBC Piérola              | Arequipa |                                  |
| Arequipa     | Juvenil Alianza Socabaya | Arequipa | Campeón Departamental 1992       |
| Arequipa     | FBC Aurora               | Arequipa | Descendido del Torneo Zonal 1992 |
| Arequipa     | Sportivo Huracán         | Arequipa | Descendido del Torneo Zonal 1992 |
| Tacna        | Centauro                 |          |                                  |
| Tacna        | Universitario            | Tacna    | Campeón Departamental 1992       |
| Tacna        | Coronel Bolognesi        | Tacna    | Descendido del Torneo Zonal 1992 |

Clasificado: FBC Aurora.

### Región XII
| Departamento | Club                | Ciudad   | Condición                        |
| ------------ | ------------------- | -------- | -------------------------------- |
| Moquegua     | Atlético Huracán    | Moquegua |                                  |
| Moquegua     | Atlético Ileño      | Ilo      |                                  |
| Moquegua     | Juvenil Los Ángeles | Moquegua | Descendido del Torneo Zonal 1992 |
| Moquegua     | Mariscal Nieto      | Ilo      | Descendido del Torneo Zonal 1992 |
| Puno         | Carlos Varea        | Puno     |                                  |
| Puno         | Francisco Bolognesi | Azángaro |                                  |
| Puno         | Alfonso Ugarte      | Puno     | Descendido del Torneo Zonal 1992 |
| Puno         | Diablos Rojos       | Juliaca  | Descendido del Torneo Zonal 1992 |

Clasificado: Carlos Varea.

## Etapa Interregional
| Local ida                  | Resultado global | Local vuelta                | Ida | Vuelta |
| -------------------------- | ---------------- | --------------------------- | --- | ------ |
| José Olaya                 |                  | Aurich-Cañaña               |     |        |
| San Antonio                | 0-1              | Colegio Nacional de Iquitos | 0-0 | 0-1    |
| Cosmos San Isidro          |                  | Unión Juventud              |     |        |
| Asociación Deportiva Tarma | 1-1              | Mariano Santos              | 1-0 | 0-1    |
| Deportivo Garcilaso        |                  | Cultural Santa Rosa         |     |        |
| FBC Aurora                 |                  | Carlos Varea                | 3-1 |        |

Partido extra
| Fecha |                | Resultado |                            |
| ----- | -------------- | --------- | -------------------------- |
|       | Mariano Santos | 1-0       | Asociación Deportiva Tarma |

## Hexagonal Final
| Equipo                        | PJ | PG | PE | PP | GF | GC | DG | Pts |
| ----------------------------- | -- | -- | -- | -- | -- | -- | -- | --- |
| Aurich-Cañaña                 | 5  | 4  | 1  | 0  | 11 | 5  | +6 | 9   |
| FBC Aurora                    | 5  | 3  | 1  | 1  | 9  | 4  | +5 | 7   |
| Mariano Santos de Tingo María | 5  | 3  | 0  | 2  | 7  | 6  | +1 | 6   |
| Unión Juventud                | 5  | 2  | 0  | 3  | 8  | 3  | +5 | 4   |
| Deportivo Garcilaso           | 5  | 1  | 1  | 3  | 3  | 12 | -9 | 3   |
| Colegio Nacional de Iquitos   | 5  | 0  | 1  | 4  | 6  | 14 | -8 | 1   |

|  | Campeón y asciende al Campeonato Descentralizado 1994       |
|  | Promoción contra el 14º del Campeonato Descentralizado 1993 |

| \| Jor. \| Fecha \| Estadio \| Ciudad \| Local \| Score \| Visitante \| \| ---- \| ---------- \| -------- \| ------ \| ----------------------------- \| ----- \| ----------------------------- \| \| 1 \| 02-01-1994 \| Nacional \| Lima \| Deportivo Garcilaso \| 1-1 \| CNI \| \| 1 \| 02-01-1994 \| Nacional \| Lima \| Aurich-Cañaña \| 2-1 \| Mariano Santos de Tingo María \| \| 1 \| 02-01-1994 \| Nacional \| Lima \| FBC Aurora \| 1-0 \| Unión Juventud \| \| 2 \| 05-01-1994 \| Nacional \| Lima \| Mariano Santos de Tingo María \| 1-0 \| Unión Juventud \| \| 2 \| 05-01-1994 \| Nacional \| Lima \| FBC Aurora \| 1-0 \| CNI \| \| 2 \| 05-01-1994 \| Nacional \| Lima \| Aurich-Cañaña \| 3-0 \| Deportivo Garcilaso \| \| 3 \| 09-01-1994 \| Nacional \| Lima \| Mariano Santos de Tingo María \| 4-3 \| CNI \| \| 3 \| 09-01-1994 \| Nacional \| Lima \| FBC Aurora \| 5-1 \| Deportivo Garcilaso \| \| 3 \| 09-01-1994 \| Nacional \| Lima \| Aurich-Cañaña \| 1-0 \| Unión Juventud \| \| 4 \| 12-01-1994 \| Nacional \| Lima \| Unión Juventud \| 3-0 \| Deportivo Garcilaso \| \| 4 \| 12-01-1994 \| Nacional \| Lima \| Mariano Santos de Tingo María \| 1-0 \| FBC Aurora \| \| 4 \| 12-01-1994 \| Nacional \| Lima \| Aurich-Cañaña \| 3-2 \| CNI \| \| 5 \| 16-01-1994 \| Nacional \| Lima \| Deportivo Garcilaso \| 1-0 \| Mariano Santos de Tingo María \| \| 5 \| 16-01-1994 \| Nacional \| Lima \| Unión Juventud \| 5-0 \| CNI \| \| 5 \| 16-01-1994 \| Nacional \| Lima \| Aurich-Cañaña \| 2-2 \| FBC Aurora \| |            |          |        |                               |       |                               |
| Jor. | Fecha      | Estadio  | Ciudad | Local                         | Score | Visitante                     |
| 1 | 02-01-1994 | Nacional | Lima   | Deportivo Garcilaso           | 1-1   | CNI                           |
| 1 | 02-01-1994 | Nacional | Lima   | Aurich-Cañaña                 | 2-1   | Mariano Santos de Tingo María |
| 1 | 02-01-1994 | Nacional | Lima   | FBC Aurora                    | 1-0   | Unión Juventud                |
| 2 | 05-01-1994 | Nacional | Lima   | Mariano Santos de Tingo María | 1-0   | Unión Juventud                |
| 2 | 05-01-1994 | Nacional | Lima   | FBC Aurora                    | 1-0   | CNI                           |
| 2 | 05-01-1994 | Nacional | Lima   | Aurich-Cañaña                 | 3-0   | Deportivo Garcilaso           |
| 3 | 09-01-1994 | Nacional | Lima   | Mariano Santos de Tingo María | 4-3   | CNI                           |
| 3 | 09-01-1994 | Nacional | Lima   | FBC Aurora                    | 5-1   | Deportivo Garcilaso           |
| 3 | 09-01-1994 | Nacional | Lima   | Aurich-Cañaña                 | 1-0   | Unión Juventud                |
| 4 | 12-01-1994 | Nacional | Lima   | Unión Juventud                | 3-0   | Deportivo Garcilaso           |
| 4 | 12-01-1994 | Nacional | Lima   | Mariano Santos de Tingo María | 1-0   | FBC Aurora                    |
| 4 | 12-01-1994 | Nacional | Lima   | Aurich-Cañaña                 | 3-2   | CNI                           |
| 5 | 16-01-1994 | Nacional | Lima   | Deportivo Garcilaso           | 1-0   | Mariano Santos de Tingo María |
| 5 | 16-01-1994 | Nacional | Lima   | Unión Juventud                | 5-0   | CNI                           |
| 5 | 16-01-1994 | Nacional | Lima   | Aurich-Cañaña                 | 2-2   | FBC Aurora                    |

|                         |
| Aurich-Cañaña 1º título |

## Promoción
|  | Defensor Lima | 3:3 (7:6 pen.) | FBC Aurora | Estadio Nacional, Lima, Perú |  |

Defensor Lima aseguró su permanencia en Primera División, mientras que FBC Aurora debió seguir jugando en la Copa Perú.

## Información Adicional
En 1993, los mejores equipos de Lima Metropolitana y del Callao, que clasifican en sus respectivas jurisdicciones, participan en la Región Promocional Lima y Callao, para ascender a la Segunda Profesional. Por lo tanto, fue una vía independiente de la Copa Perú.